# Alfred Loewenstein

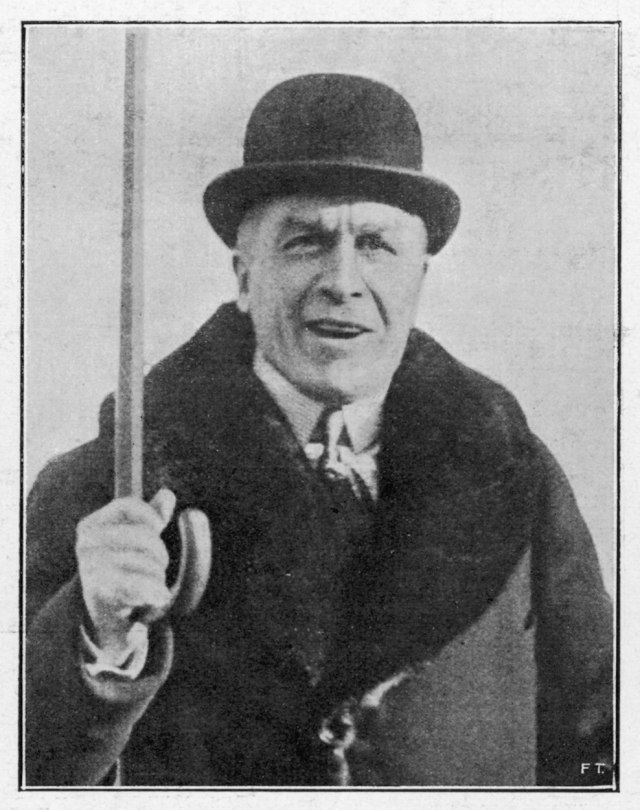
Alfred Loewenstein

Alfred Léonard Loewenstein (* 11. März 1877 in Brüssel; † 4. Juli 1928 im Ärmelkanal) war ein belgischer Bankier und Unternehmer. Er verschwand 1928 während eines Fluges über dem Ärmelkanal. Ob der Tod als Selbstmord, Mord oder Unglücksfall einzustufen ist, wird kontrovers diskutiert. Zum Zeitpunkt seines Todes war Loewenstein einer der reichsten Männer der Welt.